# Interton VC 4000
Il VC 4000 (Interton Video Computer 4000) è una console per videogiochi prodotta dall'azienda tedesca Interton nel 1978.
Commercializzata inizialmente in Germania, è stata poi replicata da altri produttori e venduta anche in altri Paesi. È compatibile a livello di software con altre console vendute in Europa, come la 1292 Advanced Programmable Video System.
Oggi poco conosciuta, ha importanza storica in quanto primo sistema tedesco di ampia diffusione con un catalogo indipendente di giochi inediti.

## Caratteristiche
Il VC 4000 è dotato di una CPU Signetics 2650A e di un chip video Signetics 2636. I due controller sono dotati di un tastierino a 12 tasti, 2 pulsanti di fuoco e un joystick analogico. Sul pannello di controllo sono presenti l'interruttore di accensione e tre tasti: RESET, SELECT e START.
Principali caratteristiche tecniche:
- CPU: 8-bit Signetics 2650AI a 0,887 MHz[4]
- Co-processore video: Signetics 2636
  - Colori: 4
  - Sprite: 4 monocromatici oppure 1 da 8 colori
  - Sfondo composto da righe alternate
  - 1 riga per il punteggio rappresentato in codifica BCD
- RAM:
  - Memoria programma: 4 kB
  - Memoria dati: 43 byte
- ROM nelle cartucce: 2/4 kB
- Suono: 3 tonalità

La VC 4000 è dotata di 4 kB di RAM, ma per i dati dei giochi dispone di soli 43 byte perché la memoria principale è utilizzata per il gioco da eseguire: la VC 4000 e le sue derivate sono infatti le uniche console su cui i giochi dovevano essere caricati dalla cartuccia nella RAM di sistema per poter essere eseguiti.

## Versioni prodotte
La VC 4000 fa parte di un gruppo di console compatibili, lanciato dalla Radofin con il 1292 Advanced Programmable Video System, basate su un microprocessore comune e su giochi su cartuccia. Vennero prodotte varianti da parecchie aziende, con differenti nomi. Tra queste la VC 4000 spicca per il suo ampio parco titoli, che veniva aggiornato con uscite periodiche numerate e rese la console uno dei sistemi più popolari in Europa.
Non tutte le versioni sono compatibili, a causa di differenze nelle forme e nelle dimensioni delle cartucce e delle porte delle stesse: sono però compatibili software, e usando degli adattatori è possibile utilizzare i giochi di un sistema su un altro. Nella pagina del 1292 Advanced Programmable Video System è presente l'elenco delle console divise in famiglie di compatibilità (a causa dei suddetti slot).

## Videogiochi

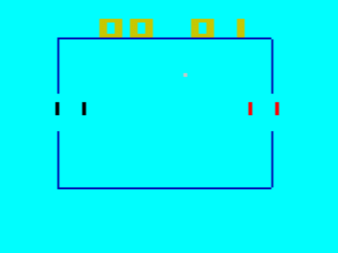
Cartuccia numero 3: Ballspiele

I giochi del VC 4000 della Interton erano distribuiti su cartucce ROM conosciute come cassette e sono numerati fino a 40, di cui 37 effettivamente pubblicati. Giochi compatibili vennero pubblicati dai produttori delle console della stessa famiglia (marchi Acetronic/Audiosonic/Fountain/Radofin, Cabel, Karvan, Rowtron, TRQ, Voltmace), in gran parte gli stessi e in alcuni casi distinti, per un totale di 59 giochi (33 giochi del Radofin tra il 1977 e il 1978, 19 giochi per l'Interton VC 4000 e compatibili dopo il 1978 e 7 ulteriori giochi pubbicati verso il 1980). Di seguito tutti i 59 giochi.
| Nome | Dimensione | Piattaforma                                                      | Anno |
| --- | ---------- | ---------------------------------------------------------------- | ---- |
| Air/Sea Attack / Air/Sea Battle / Luftkampf/Seegefecht(Interton)                                            | 2K         | Fountain #5 + Palson #9 + Interton #7                            |      |
| Arcade (Voltmace)/Pinball/Flipper (Interton)                                                                | 2K         | Interton #23 + Voltmace #20                                      |      |
| Backgammon                                                                                                  | 4K         | Interton #36                                                     |      |
| Basic Maths (Fountain)/Mathematik I - Math I (Interton)                                                     | 2K         | Fountain #7 + Interton #5                                        |      |
| Bat & Ball (Voltmace)/Olympics (Fountain)/Ballspiele - Paddle Games (Interton/Palson)/Sportsworld (Rowtron) | 2K         | Fountain #1 + Interton #3 + Palson #1 + Rowtron #1 + Voltmace #3 |      |
| Blackjack                                                                                                   | 2K         | Fountain #3 + Interton #2                                        |      |
| Bowling/Ninepins/Kegeln                                                                                     | 2K         | Interton #25                                                     |      |
| Boxing (Voltmace)/Boxing Match/Boxkampf (Interton)/Prizefight (Fountain)                                    | 4K         | Fountain #14 + Interton #18 + Voltmace #13                       |      |
| Brain Drain (Voltmace)/Codebreaker (Fountain)/Mastermind/Intelligenz III (Interton)                         | 2K         | Fountain #10 + Interton #16 + Voltmace #9                        |      |
| Capture (Fountain)/Reversi/Intelligenz IV (Interton)                                                        | 2K         | Fountain #24 + Interton #21                                      |      |
| Car Races / Autorennen (Interton)                                                                           | 2K         | Interton #1                                                      |      |
| Casino | 2K         | Interton #31                                                     |      |
| Challenge! (Acetronic)/Four in a Row/Intelligenz II (Interton)                                              | 2K         | Acetronic #9 + Interton #15 + Voltmace #14                       |      |
| Chess / Schach(Interton)                                                                                    | 4K         | Interton #13                                                     |      |
| Chess 2 / Schach II(Interton)                                                                               | 6K         | Interton #22                                                     |      |
| Circus | 2K         | Fountain #13 + Interton #17 + Voltmace #12                       |      |
| Cockpit | 4K         | Interton #28                                                     |      |
| Come Come                                                                                                   | 4K         | Palson #16                                                       |      |
| Come-Frutas                                                                                                 | 4K         | TRQ                                                              |      |
| Come-Frutas (alternate version)                                                                             | 4K         | TRQ?                                                             |      |
| Cowboy | 2K         | Rowtron                                                          | 1981 |
| Crazy Crab                                                                                                  | 4K         | Voltmace #29                                                     |      |
| Draughts /Dame                                                                                              | 4K         | Interton #26 + Voltmace #22                                      |      |
| Electronic Pinball                                                                                          | 2K         | Fountain #25                                                     |      |
| Golf | 4K         | Fountain #19 + Interton #27                                      |      |
| Grand Prix (Fountain)/Road Race (Voltmace)                                                                  | 2K         | Fountain #2/Voltmace #4                                          |      |
| Head On | 2K         | Fountain #20                                                     | 1981 |
| Hippodrome / Hippodrom(Interton)                                                                            | 2K         | Interton #11                                                     |      |
| Hobby Module                                                                                                | 2K         | Radofin #16                                                      | 1980 |
| Horse Racing                                                                                                | 2K         | Fountain #12 + Voltmace #11                                      |      |
| Hunting / Jagd (Interton)                                                                                   | 2K         | Interton #12                                                     |      |
| Hyperspace                                                                                                  | 2K         | Interton #38                                                     |      |
| Invaders | 2K         | Fountain #27                                                     |      |
| Invaders / Weltrauminvasoren (Interton)                                                                     | 2K         | Interton #32                                                     |      |
| Labyrinth/Maze / Intelligenz I(Interton)                                                                    | 2K         | Interton #9                                                      |      |
| Laser Attack                                                                                                | 2K         | Fountain #31                                                     | 1981 |
| Leapfrog | 4K         | Voltmace                                                         | 1982 |
| Math 2 (Fountain)/Mathematik II - Math II - Mathematics 2 (Interton/Voltmace)                               | 2K         | Fountain #8 + Interton #6 + Voltmace #7                          |      |
| Melody/Simon (Interton)/Musical Games (Fountain)/Musical Memory (Voltmace)                                  | 2K         | Fountain #17 + Interton #20 + Voltmace #21                       |      |
| Metropolis/Hangman                                                                                          | 4K         | Interton #29                                                     |      |
| Monster Munchers                                                                                            | 2K         | Rowtron                                                          |      |
| Motocross                                                                                                   | 4K         | Interton #14                                                     |      |
| Munch & Crunch                                                                                              | 4K         | Voltmace #24                                                     | 1982 |
| Planet Defender                                                                                             | 2K         | Fountain #33                                                     | 1982 |
| Shoot Out                                                                                                   | 2K         | Fountain #29                                                     | 1981 |
| Shooting Gallery                                                                                            | 2K         | Fountain #6 + Voltmace #8                                        |      |
| Soccer | 2K         | Fountain #15                                                     |      |
| Soccer / Fussball(Interton)                                                                                 | 2K         | Interton #24                                                     |      |
| Solitaire / Solitär(Interton)                                                                               | 2K         | Interton #30                                                     |      |
| Space War (Fountain)/Outer Space Combat/Krieg im Weltraum (Interton)/Galactic Space Battles (Rowtron)       | 2K         | Fountain #30 + Interton #19 + Rowtron                            |      |
| Spider's Web (Fountain)/Monster-Man (Interton)                                                              | 4K         | Fountain #22 + Interton #37                                      |      |
| Super Invaders                                                                                              | 2K         | Interton #33                                                     |      |
| Super Knockout                                                                                              | 2K         | Fountain #26                                                     | 1980 |
| Super Maze (Fountain)/Maze (Palson/Voltmace)                                                                | 2K         | Fountain #11 + Palson #7 + Voltmace #10                          |      |
| Super-Space                                                                                                 | 4K         | Interton #40                                                     |      |
| Tank Battle/Air Battle () Panzerschlacht/Luftkampf (Interton)                                               | 2K         | Interton #4                                                      |      |
| Tank/Plane Battle (Fountain)/Tank & Plane (Voltmace)                                                        | 2K         | Fountain #4 + Voltmace #5                                        |      |
| Treasure Hunt (Fountain)/Memory 1/Flag Capture (Interton)                                                   | 2K         | Fountain #18 + Interton #8                                       |      |
| Winter Sports                                                                                               | 4K         | Interton #10                                                     |      |